# Salt Lake City International Airport
Salt Lake City International Airport (IATA: SLC, ICAO: KSLC, FAA LID: SLC) je společné vojenské a civilní mezinárodní letiště ve městě Salt Lake City v Utahu v USA. Leží asi 6,4 km od centra města a je nejbližším komerčním letištěm pro více než 2,5 milionu lidí a je vzdáleno asi 30 minut jízdy pro téměř 1,3 milionu pracovních míst.
Delta Air Lines, přední letecký dopravce na letišti, odsud vypravuje lety do míst v Kanadě, Mexiku, Francii, Nizozemsku a Spojeném království.
Počátky letiště sahají do roku 1911. V roce 1920 bylo letiště pojmenováno Woodward Field a začala se přepravovat letecká pošta. Roku 1926 došlo k prvnímu komerčnímu letu cestujících. V roce 1930 bylo letiště přejmenováno na Salt Lake City Municipal Airport a na Salt Lake City International Airport v roce 1968.